# Johnny Hooker
John Donovan Maia, mais conhecido como Johnny Hooker (Recife, 6 de agosto de 1987), é um cantor, compositor, ator e roteirista brasileiro. Foi vencedor do Prêmio da Música Brasileira como Melhor Cantor na categoria Canção Popular.
Suas músicas são conhecidas por dar vida a trilhas sonoras, como "Volta" (trilha do filme Tatuagem), "Amor Marginal" (trilha da novela Babilônia) e "Alma Sebosa" (Trilha da novela Geração Brasil, na qual Johnny interpretou o personagem Thales Salgado).
Seu primeiro disco solo, o aclamado "Eu Vou Fazer uma Macumba pra Te Amarrar, Maldito!" alcançou o 1º lugar na plataforma de streaming Deezer e foi também nº 1 no chart MPB do iTunes Brasil.

## Biografia
John Donovan Maia nasceu na cidade do Recife, capital de Pernambuco, no dia 6 de agosto de 1987. Seu avô era irlandês (Donovan); veio para o Brasil após a II Guerra Mundial, e durante a viagem de navio, conheceu sua futura esposa. Todavia, o casal separou-se antes de Johnny Hooker nascer. O cantor diz que só viu o avô umas "três ou quatro vezes" em toda a vida, quando ainda era criança.

### Vida pessoal
Johnny Hooker não faz questão de esconder sua orientação sexual, mas revela que possui um grande público feminino e que trata as mulheres de forma respeitosa:
| “ | Sou totalmente gay, não teria por que esconder. Temos que deixar de lado os puritanismos, a coisa provinciana. Acho que a música dá mais liberdade para o artista se assumir. No entanto, a maioria do meu público é de mulheres, heteros ou gays. Elas ficam doidas no show. Acho que é porque canto também no feminino, visto as personagens nas músicas. Me comunico com elas de forma respeitosa. É bom ser compreendido quando a proposta é essa. | ” |

## Carreira
Seu estilo visual/musical se baseia nas personagens do glam rock, do pop e do tropicalismo. Suas principais referências são David Bowie, Madonna e Caetano Veloso. O cantor afirma que é a tríade que o forma como artista e a denomina de: "Santíssima Trindade", pois são suas maiores inspirações: "Bowie é painho, Madonna é mainha e Caetano Veloso é o Espírito Santo". O cantor falou em entrevista à revista TPM. Hooker evidencia referências às figuras de Freddie Mercury, Edy Star, Cazuza, Michael Jackson e Mick Jagger.
Seus shows têm alto teor performático e discurso subversivo. Incluindo trocas de figurinos, maquiagem carregada, apologia às drogas e mulheres nuas no palco. Em 2011, recebeu a nomeação de revelação no Prêmio Multishow de Música Brasileira, que foi bem aceito pela critica especializada.
Em 2009 teve sua estreia como ator no curta-metragem Não me Deixe em Casa, do cineasta Daniel Aragão, e em 2013 teve participação na trilha sonora do longa Tatuagem, de Hilton Lacerda, onde o cantor faz ainda uma aparição cantando a música tema do filme.
Em 2014 Johnny foi escalado para integrar o elenco da nova novela das 19 horas da Rede Globo intitulada "Geração Brasil". Na novela, Johnny interpretou o músico Thales Salgado. Além de atuar Johnny ainda faz parte da trilha sonora da novela com "Alma Sebosa", tema do personagem Barata (Leandro Hassum).
Em 27 de Setembro de 2014 lançou o clipe da música "Alma Sebosa", com direção de Giovana Machline e com a participação de vários atores do elenco de Geração Brasil como Chandelly Braz, Luis Miranda e Rodrigo Pandolfo. O clipe contou ainda com participações de Jesuíta Barbosa (Tatuagem) e da cantora Zélia Duncan.
O clipe de "Alma Sebosa" ganhou o 1º lugar na categoria videoclipes no 16o Festcine, em Recife, e foi incluído em várias listas de melhores clipes do ano.
Em dezembro de 2014, o apresentador e jornalista Zeca Camargo escreveu em seu blog sobre a música de Johnny:
"'Alma sebosa', talvez a música em português que mais ouvi este ano (e olha que só parei para escutá-la direito depois do segundo semestre), foi só a ponta do icebergue. Mas que prazer foi bater de frente nessa geleira e afundar no pop de Johnny Hooker... E a música – bem brasileira, bem moderna e bem longe dos clichês – é irresistível."
No primeiro trimestre de 2015, Johnny lança ainda seu primeiro filme como diretor e roteirista, o curta metragem "Classic".
"Amor Marginal", música presente no disco de estreia "Eu Vou Fazer Uma Macumba pra te Amarrar, Maldito!" foi escolhida para integrar a trilha sonora da novela das 21h, Babilônia, que estreou em 16 de março de 2015.
O disco "Eu Vou Fazer uma Macumba pra Te Amarrar, Maldito!" foi lançado no dia 22 de fevereiro de 2015, tendo uma boa repercussão nas plataformas musicais. O disco foi 1º lugar geral no Deezer e 14 lugar geral no iTunes. Nos dias posteriores à exibição da música "Amor Marginal" na novela "Babilônia", o álbum chegou a figurar no topo da parada MPB do iTunes e "Amor Marginal" chegou ao 11º lugar geral.
Johnny ganhou o 26º Prêmio da Música Brasileira na categoria Melhor Cantor, pelo trabalho em seu álbum "Eu Vou Fazer Uma Macumba pra Te Amarrar, Maldito!". Durante a premiação, que ocorreu no dia 10 de junho de 2015, Johnny ainda cantou "Lama" ao lado de Alcione para homenagear Maria Bethânia, tendo sido um dos destaques da noite pela imprensa especializada
Em 4 de julho de 2015 participou do programa "Altas Horas", de Serginho Groisman, com uma performance da música "Alma Sebosa". Sua participação levou a tag "Johnny Hooker" a entrar nos trending topics do Twitter no Brasil.
Ainda em julho, participou do programa Mariana Godoy Entrevista. Sua participação logo se transformou no vídeo mais assistido do site do programa.
Fafá de Belém regravou a música "Volta", composta por Johnny, em seu novo disco "Do Tamanho Certo para meu Sorriso" de 2015.
No dia 11 de agosto, Johnny participou do Encontro com Fátima Bernardes. No programa, cantou "Amor Marginal", "Alma Sebosa" e ainda cantou uma versão especial de "Garçom", hit na voz de Reginaldo Rossi, em homenagem ao dia do garçom. Sua participação no programa levou a tag "Johnny Hooker" a entrar nos trending topics do Twitter no Brasil pela segunda vez.
No dia 18 de agosto Johnny foi um dos entrevistados do Programa do Jô, a tag "Johnny Hooker" entrou subsequentemente à exibição do programa nos trending topics do Twitter no Brasil pela terceira vez.
No dia 24 de agosto, a abertura da novela das 21h, "Babilônia", foi substituída, entrando em seu lugar "Amor Marginal". A tag "Amor Marginal" entrou nos trending topics do Twitter no Brasil.
No dia 20 de setembro, foi lançado o clipe da faixa "Amor Marginal". A tag "Amor Marginal" ficou em entre os trending topics do Brasil. O clipe teve direção de Matheus Senra, e contou com Ariclenes Barroso (Tatuagem), Carol Macedo (Passione) e Luis Miranda (Geração Brasil). Em apenas uma semana, o clipe passou das 130 mil visualizações.
Em janeiro de 2016, o álbum "Eu Vou Fazer uma Macumba pra Te Amarrar, Maldito!" foi eleito pela Revista Rolling Stone, a maior publicação sobre música no país, como um dos melhores discos do ano pelos Júri Oficial e Voto Popular. A música homônima do disco também foi eleita uma das melhores do ano por ambos os júris, ficando em 2º lugar como uma das melhores músicas do ano por Voto Popular.
Em fevereiro de 2016, foi lançado o clipe da faixa "Segunda Chance". O vídeo foi dirigido pela cineasta e ex-VJ da MTV Brasil Marina Person, em sua primeira incursão pelo gênero.
Em agosto de 2016, a regravação de Johnny de "Pense em Mim", grande hit dos anos 90 na voz de Leandro & Leonardo, entrou para a trilha sonora da série da TV Globo "Justiça" de José Luiz Villamarim. No começo de setembro, Johnny apresentou sua versão no programa Encontro com Fátima Bernardes. O vídeo da apresentação viralizou e alcançou mais de 2 milhões de visualizações.
Em julho de 2017, foi lançado o novo álbum de Johnny Hooker, intitulado "Coração", que possui, como primeira música de trabalho, a canção "Flutua", em parceria com Liniker.
Johnny Hooker já acumula mais de 25 milhões de visualizações dos vídeos de suas músicas no Youtube, sendo 21 milhões apenas no seu canal oficial.

## Filmografia

### Cinema
| Ano  | Título                  | Personagem      | Notas          |
| ---- | ----------------------- | --------------- | -------------- |
| 2009 | Não Me Deixe em Casa    | Carlos          | Curta-metragem |
| 2011 | Febre do Rato           | Tito            |                |
| 2013 | Tatuagem                | Cantor na boate |                |
| 2016 | O Ateliê da Rua do Brum | Osíris          |                |
| 2018 | Berenice Procura        | Vicente         |                |

### Televisão
| Ano  | Título                  | Personagem    | Notas        |
| ---- | ----------------------- | ------------- | ------------ |
| 2013 | A Menina Sem Qualidades | Amigo de Toni | Episódio:"2" |
| 2014 | Geração Brasil          | Thales        |              |

## Discografia
Álbuns de estúdio
| Álbum                                             | Ano  |
| ------------------------------------------------- | ---- |
| Eu Vou Fazer Uma Macumba Pra Te Amarrar, Maldito! | 2015 |
| Coração                                           | 2017 |
| ØRGIA                                             | 2022 |

Como Johnny & The Hookers
| Álbum     | Ano  |
| --------- | ---- |
| Roquestar | 2012 |

Álbuns ao Vivo
| Álbum                       | Ano  |
| --------------------------- | ---- |
| Macumba - Ao Vivo em Recife | 2021 |

EPs
| EP                             | Ano  |
| ------------------------------ | ---- |
| The Blink of the Whore's Pussy | 2004 |
| Ultra Violence Discotheque     | 2007 |
| Fire!                          | 2008 |

Singles
| Single                                                         | Álbum                                             | Ano  |
| -------------------------------------------------------------- | ------------------------------------------------- | ---- |
| "Eu Vou Fazer Uma Macumba Pra Te Amarrar, Maldito!"            | Eu Vou Fazer Uma Macumba Pra Te Amarrar, Maldito! | 2012 |
| "Volta"                                                        | Eu Vou Fazer Uma Macumba Pra Te Amarrar, Maldito! | 2013 |
| "Alma Sebosa"                                                  | Eu Vou Fazer Uma Macumba Pra Te Amarrar, Maldito! | 2014 |
| "Hoje Eu Quero Sair Só" (feat. Lenine)                         | -                                                 | 2015 |
| "Amor Marginal"                                                | Eu Vou Fazer Uma Macumba Pra Te Amarrar, Maldito! | 2015 |
| "Desbunde Geral"                                               | Eu Vou Fazer Uma Macumba Pra Te Amarrar, Maldito! | 2016 |
| "Segunda Chance"                                               | Eu Vou Fazer Uma Macumba Pra Te Amarrar, Maldito! | 2016 |
| "Você Ainda Pensa?"                                            | Eu Vou Fazer Uma Macumba Pra Te Amarrar, Maldito! | 2016 |
| "Flutua" (feat. Liniker)                                       | Coração                                           | 2017 |
| "Beija-flor"                                                   | -                                                 | 2018 |
| "Tango" (com Bemti)                                            | Era Dois                                          | 2018 |
| "Corpo Fechado" (feat. Gaby Amarantos)                         | Coração                                           | 2018 |
| "Me Esqueça" (com Igor de Carvalho)                            | Cabeça Coração                                    | 2019 |
| "Elas Tão Enlouquecendo" (com Byanka Nicoli)                   | -                                                 | 2019 |
| "Escolheu A Pessoa Errada Para Humilhar" (feat. Boss In Drama) | -                                                 | 2019 |
| "Pronta Pro Rolê" (com Karol Conká & Haikaiss)                 | -                                                 | 2019 |
| "Abandonada - Ao Vivo" (feat. Fafá de Belém)                   | Macumba - Ao Vivo em Recife                       | 2021 |
| "Vermelho - Ao Vivo" (feat. Fafá de Belém)                     | Macumba - Ao Vivo em Recife                       | 2021 |
| "Eu Menti Para Você - Ao Vivo" (feat. Karina Buhr)             | Macumba - Ao Vivo em Recife                       | 2021 |
| "Eu Sou Um Monstro - Ao Vivo" (feat. Karina Buhr)              | Macumba - Ao Vivo em Recife                       | 2021 |
| "Álcool - Ao Vivo" (feat. Isaar)                               | Macumba - Ao Vivo em Recife                       | 2021 |
| "Garçom - Ao Vivo" (feat. Otto)                                | Macumba - Ao Vivo em Recife                       | 2021 |
| "Ciranda de Maluco - Ao Vivo" (feat. Otto)                     | Macumba - Ao Vivo em Recife                       | 2021 |
| "Veneno" (com Mart'nália)                                      | Veneno                                            | 2021 |
| "Believe" (com Catto)                                          | -                                                 | 2021 |
| "Flutua - Falas do Orgulho" (com Majur & Pabllo Vittar)        | Especial Falas do Orgulho                         | 2021 |
| "Amante de Aluguel"                                            | ØRGIA                                             | 2021 |
| "Larga Esse Boy Pra Lá" (feat. Jáder)                          | ØRGIA                                             | 2021 |
| NHAC! (com CHAMELEO)                                           | ECDISE                                            | 2022 |
| CUBA                                                           | ØRGIA                                             | 2022 |
| "Eu Te Desafio a Me Amar"                                      | ØRGIA                                             | 2022 |

Outros
| -                                                               | Ano  |
| --------------------------------------------------------------- | ---- |
| Hard Beat (dirigido por Sofia Egito)                            | 2008 |
| Amor Marginal (Multishow)                                       | 2010 |
| Geleia do Rock - 2ª Temporada (Show das Vencedoras) - Multishow | 2010 |
| Candeias Rock City                                              | 2011 |
| Só pra Ser Teu Homem" (dirigido por Dani Neves)                 | 2012 |

## Prêmios

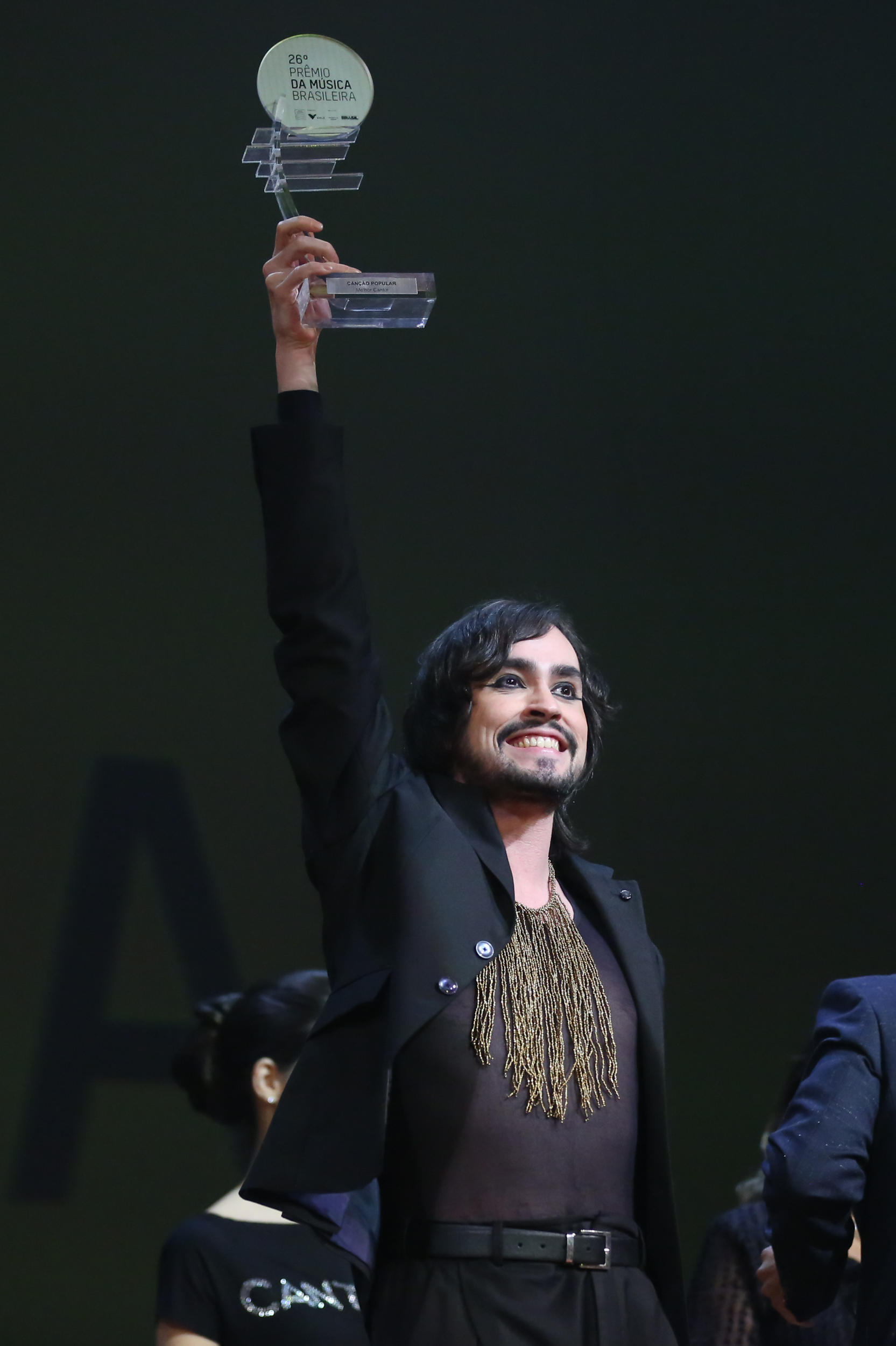
Johnny Hooker eleito Melhor Cantor na categoria Canção Popular do Prêmio da Música Brasileira em 2015

- 2004 - Finalista Festival Microfonia
- 2004 - Indicado ao Prêmio de Artista Revelação do site RecifeRock!
- 2006 - Finalista Festival Microfonia
- 2008 - Vencedor do Festival Microfonia[26]
- 2010 - Selecionado para o Edital Nacional Conexão Vivo
- 2010 - Indicado ao International Songwriting Competition - Categoria Dance
- 2010 - Vencedor do Prêmio de Melhor Show do Ano - Troféu Sonar PE
- 2010 - Vencedor do Programa Geleia do Rock - Multishow[27]
- 2011 - Indicado ao Prêmio Multishow de Música Brasileira - Categoria Revelação
- 2013 - Vencedor na Categoria Clipe - Festcine PE - 2º Lugar
- 2013 - Melhor Canção Original - Prêmio Anfitrião 2013 - "Volta" para o filme Tatuagem[28]
- 2014 - Vencedor na Categoria Clipe - Festcine PE - 1º lugar[29]
- 2015 - Vencedor na Categoria Melhor Cantor - Categoria Canção Popular - 26º Prêmio da Música Brasileira[30]
- 2015 - Indicado - Revelação - Melhores do Ano - UOL Música[31]
- 2015 - Vencedor - Melhor Música do Ano por "Eu Vou Fazer Uma Macumba pra Te Amarrar, Maldito!" -  2º Lugar - Voto Popular - Rolling Stone Brasil
- 2015 - Vencedor - Melhor Álbum do Ano por "Eu Vou Fazer Uma Macumba pra Te Amarrar, Maldito!" - 3º Lugar - Voto Popular - Rolling Stone Brasil
- 2015 - Vencedor - Melhor Música do Ano por "Eu Vou Fazer Uma Macumba pra Te Amarrar, Maldito!" - Júri Oficial - Rolling Stone Brasil
- 2015 - Vencedor - Melhor Álbum do Ano por "Eu Vou Fazer Uma Macumba pra Te Amarrar, Maldito!" - Júri Oficial - Rolling Stone Brasil